# Urumaco (municipalité)
Pour les articles homonymes, voir Urumaco.
Urumaco est l'une des 25 municipalités de l'État de Falcón au Venezuela. Son chef-lieu est Urumaco. En 2011, la population s'élève à 8 349 habitants.

## Géographie

### Subdivisions
La municipalité est divisée en deux paroisses civiles avec, chacune à sa tête, une capitale (entre parenthèses) :
- Bruzual (San José de Bruzual) ;
- Urumaco (Urumaco).